# Stazione meteorologica di Stazzema Retignano
La stazione meteorologica di Stazzema Retignano è la stazione meteorologica di riferimento relativa all'omonima località del comune di Stazzema.

## Coordinate geografiche
La stazione meteo si trova nell'Italia centrale, in Toscana, in provincia di Lucca, nel comune di Stazzema, in località Retignano, a 440 metri s.l.m. e alle coordinate geografiche 44°00′N 10°16′E.

## Dati climatologici 1961-1990
In base alla media trentennale di riferimento (1961-1990), la temperatura media del mese più freddo, gennaio, è di +6,6 °C; quella del mese più caldo, luglio, si attesta +22,5 °C.
Le precipitazioni medie annue nel medesimo trentennio si attestano a 1.914,5 mm, con elevato picco tra autunno e inverno e con minimo relativo in estate.
| Stazzema Retignano                                   | Mesi  | Mesi  | Mesi  | Mesi  | Mesi  | Mesi  | Mesi  | Mesi  | Mesi  | Mesi  | Mesi  | Mesi  | Stagioni | Stagioni | Stagioni | Stagioni | Anno    |
| Stazzema Retignano                                   | Gen   | Feb   | Mar   | Apr   | Mag   | Giu   | Lug   | Ago   | Set   | Ott   | Nov   | Dic   | Inv      | Pri      | Est      | Aut      | Anno    |
| ---------------------------------------------------- | ----- | ----- | ----- | ----- | ----- | ----- | ----- | ----- | ----- | ----- | ----- | ----- | -------- | -------- | -------- | -------- | ------- |
| T. max. media (°C)                                   | 10,1  | 10,5  | 12,9  | 16,4  | 20,9  | 24,4  | 27,7  | 27,5  | 24,6  | 20,2  | 14,9  | 11,8  | 10,8     | 16,7     | 26,5     | 19,9     | 18,5    |
| T. media (°C)                                        | 6,6   | 7,1   | 9,1   | 12,3  | 16,3  | 19,7  | 22,5  | 22,2  | 19,7  | 15,7  | 11,2  | 8,2   | 7,3      | 12,6     | 21,5     | 15,5     | 14,2    |
| T. min. media (°C)                                   | 3,1   | 3,7   | 5,2   | 8,2   | 11,6  | 14,9  | 17,4  | 16,9  | 14,8  | 11,1  | 7,4   | 4,7   | 3,8      | 8,3      | 16,4     | 11,1     | 9,9     |
| Precipitazioni (mm)                                  | 235,0 | 179,7 | 180,4 | 156,0 | 139,9 | 96,2  | 53,0  | 102,7 | 145,9 | 195,1 | 230,7 | 199,9 | 614,6    | 476,3    | 251,9    | 571,7    | 1 914,5 |
| Radiazione solare globale media (centesimi di MJ/m²) | 610   | 880   | 1 350 | 1 710 | 2 090 | 2 290 | 2 310 | 1 960 | 1 490 | 1 020 | 640   | 480   | 1 970    | 5 150    | 6 560    | 3 150    | 16 830  |